# 莫諾莫斯科伊島 (麻薩諸塞州)
莫諾莫斯科伊島（英語：Monomoscoy Island）是位於美國麻薩諸塞州巴恩斯特布爾縣的一個普查規定居民點。

## 人口
根據2020年美國人口普查的數據，莫諾莫斯科伊島的面積為0.60平方千米，當中陸地面積為0.60平方千米，而水域面積為0.00平方千米。當地共有人口139人，而人口密度為每平方千米231.67人。